# Aplidium exile
Aplidium exile är en sjöpungsart som beskrevs av Van Name 1902. Aplidium exile ingår i släktet Aplidium och familjen klumpsjöpungar. Inga underarter finns listade i Catalogue of Life.